# Creux Billard
Le Creux Billard est un gouffre d'effondrement circulaire d’environ 60 mètres de diamètre et 90 mètres de profondeur situé dans la commune de Nans-sous-Sainte-Anne, dans le  Doubs (France). Il a été formé par les rivières souterraines du ruisseau de Château-Renaud.

## Description
Le Creux Billard correspond à une vaste salle souterraine dont la voûte s'est effondrée. Le fond du puits est occupé par un plan d'eau qui se déverse dans une perte communiquant, 30 mètres plus bas, avec la source du Lison. Un tragique accident a confirmé cette liaison : en 1889, lors d’une visite, une jeune fille, Mlle Lachelier, fille du philosophe Jules Lachelier, s’est noyée dans le gouffre ; huit jours plus tard, on retrouvait son corps à l’aval de la source,.
En période de grandes eaux, ce gouffre présente deux puissantes cascades  provenant du ruisseau de Château–Renaud qui, la plupart du temps, est à sec dans cette partie car de nombreuses pertes, situées le long de son cours, absorbent les eaux. Le ruisseau, en crue, s'écoule simultanément depuis la surface et un porche. 
Ce grand porche, situé à 25 m au dessus du lac, est visible dans la paroi nord du Creux Billard. C'est la grotte du Creux Billard constituée de plusieurs galeries qui se développent sur 2 kilomètres. En période de crue, le porche constitue l'exutoire du réseau souterrain. 

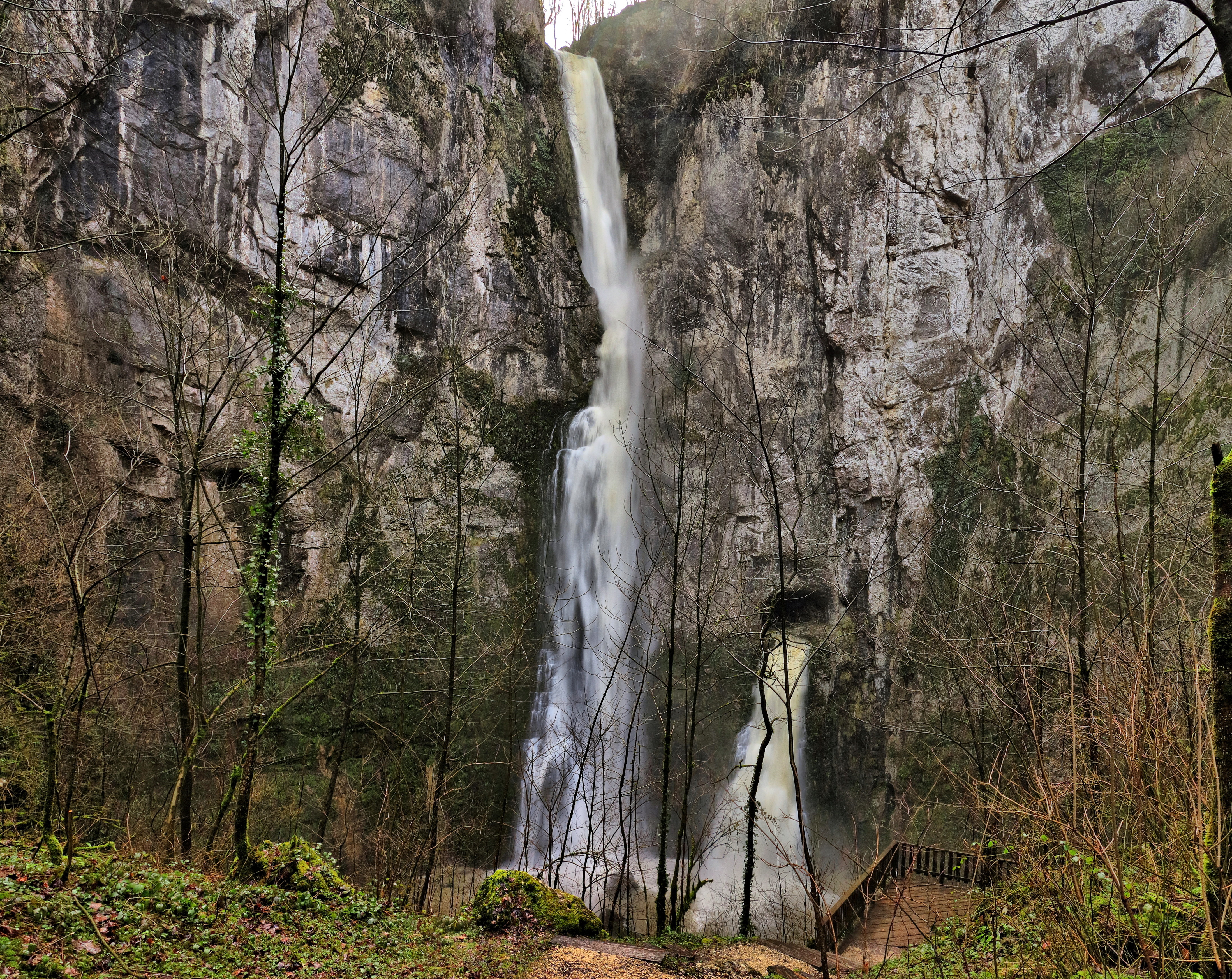
Le Creux Billard en crue.

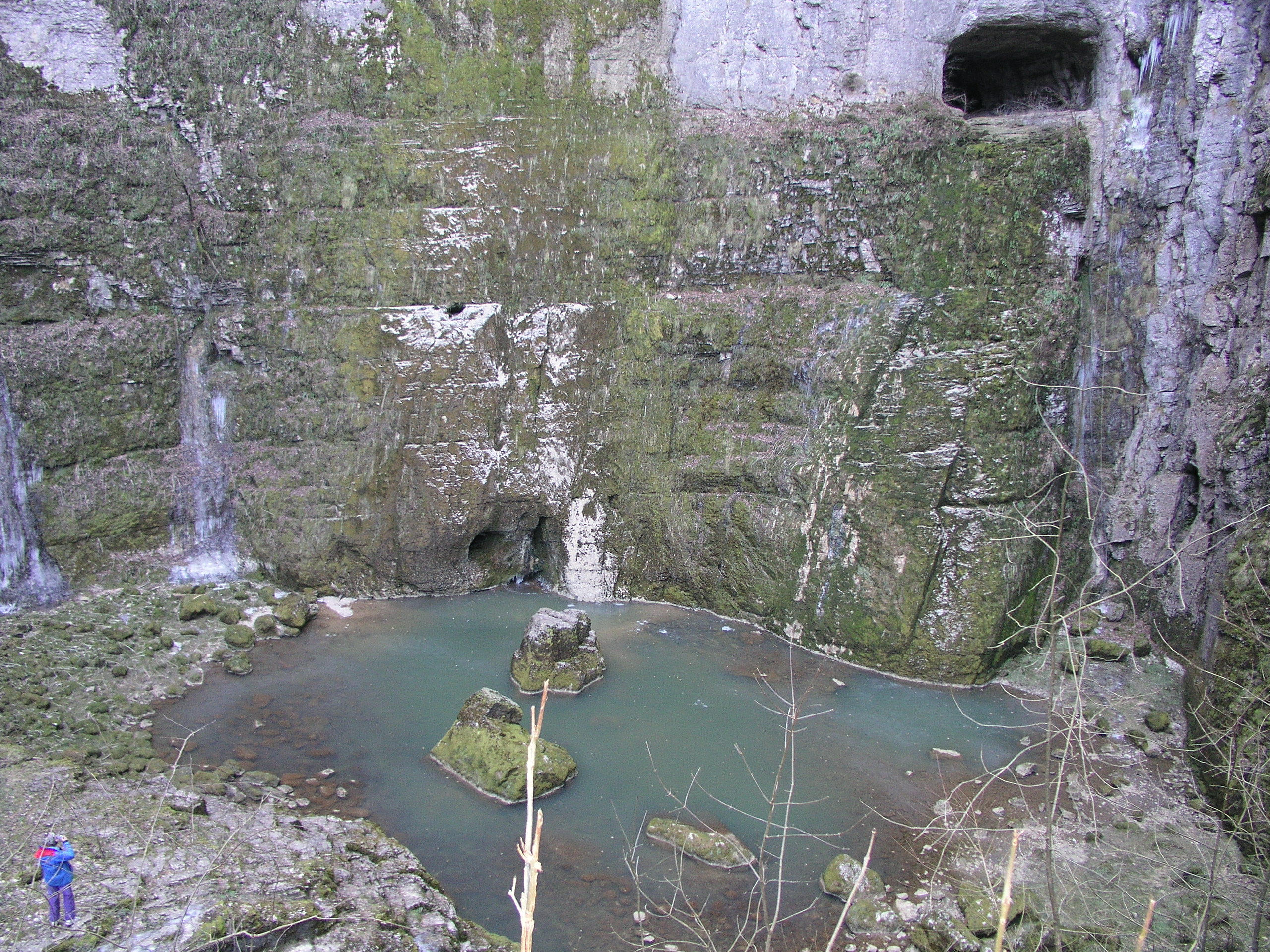
Le lac et le porche de la grotte.

## Géologie
Les parois du Creux Billard sont percées de grottes et de fissures qui indiquent un enfoncement progressif des réseaux souterrains.

## Protection - Tourisme
Le Creux Billard avec la source du Lison et la grotte Sarrazine font partie des sites classés par la DREAL, de caractère artistique, depuis 1912. 
Le gouffre est accessible à la visite grâce à un sentier de randonnée qui part de la cascade de la source du Lison et donne accès à un balcon aménagé à mi-hauteur du gouffre.